# Slaget ved Rocky Face Ridge
Slaget ved Rocky Face Ridge blev ud kæmpet mellem 7.-13. maj 1864 i Whitfield County i Georgia under Atlanta-kampagnen i den amerikanske borgerkrig. Unionshæren blev ledet af William Tecumseh Sherman mens den konfødererede hær blev ledet af Joseph E. Johnston. Unionens sejr medførte at de konfødererede blev tvunget væk fra højdedraget. 
General Johnston havde forskanset sin hær på det lange høje bjerg Rocky Face Ridge og øst på over Crow Valley. Da generalmajor William T. Sherman nærmede sig besluttede han at lave udfald mod stillingen med to kolonner, mens han sendte en tredje gennem Snake Creek Gap på højre fløj og ramme Western & Atlantic Railroad ved Resaca. De to kolonner kom i kamp med fjenden ved Buzzard Roost (Mill Creek Gap) og ved Dug Gap. I mellemtiden passerede den tredje kolonne under generalmajor James B. McPherson gennem Snake Creek Gap og den 9. maj rykkede den frem til udkanten af Resaca, hvor den fandt den konfødererede hær i skyttegrave. Af frygt for et nederlag trak McPherson sin kolonne tilbage til Snake Creek Gap. Den 10. maj besluttede  Sherman at tage de fleste mænd og sammen med McPherson tage Resaca. Næste morgen trak Shermans hær sig tilbage fra fronten ved Rocky Face Ridge. Da han opdagede Shermans manøvre trak Johnston sig tilbage mod Resaca den 12. maj. 